# Åsen, Ljungby kommun
|  |  |

|  | Straight track |

|  | Station on track |

|  | Station on track |

|  | Unknown BSicon "hKRZWae" |

|  | Station on track |

|  | Station on track |

|  | Unknown BSicon "ABZgr" |

|  | Station on track |

|  | Station on track |

|  | Stop on track |

|  | Station on track |

|  | Station on track |

|  | Stop on track |

|  | Stop on track |

|  | Station on track |

|  | Station on track |

|  | Station on track |

|  | Station on track |

|  |  |

|  | Straight track |

|  | Station on track |

|  | Station on track |

|  | Unknown BSicon "hKRZWae" |

|  | Station on track |

|  | Station on track |

|  | Unknown BSicon "ABZgr" |

|  | Station on track |

|  | Station on track |

|  | Stop on track |

|  | Station on track |

|  | Station on track |

|  | Stop on track |

|  | Stop on track |

|  | Station on track |

|  | Station on track |

|  | Station on track |

|  | Station on track |

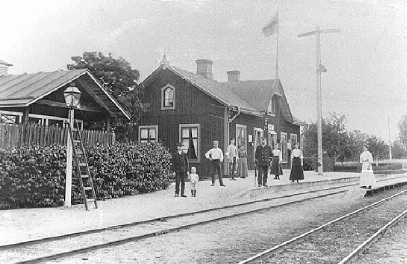
Åsens station

Åsen är en by i Odensjö socken i Ljungby kommun som var en av stationerna längs Halmstad-Bolmens Järnväg. 

## Historik

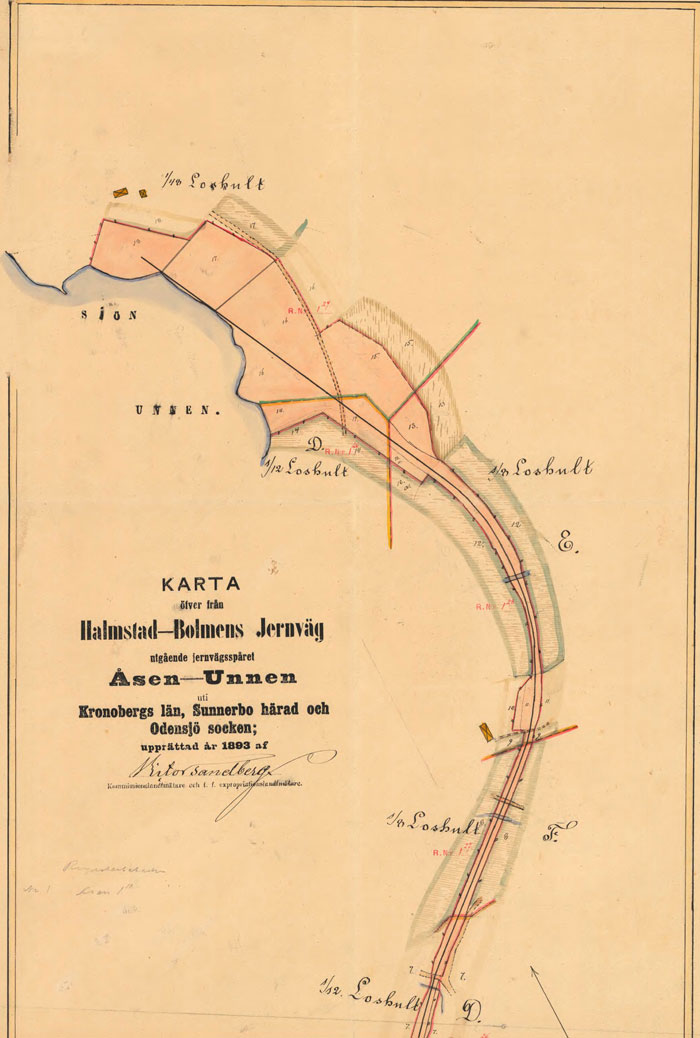
järnvägssträckan till Unnen

Järnvägen invigdes 1889. I Åsen byggdes en stationsbyggnad som även fungerade som poststation. I Åsen fanns kvarn, tjärbränneri och torvströfabrik. Från Åsens station utgick ett 2 km långt stickspår till södra delen av sjön Unnen, där Unnens station fanns. Två tåg om dagen gick ner till sjön Unnen, för att hämta gods och passagerare, som kommit med ångbåt från Unnaryd i norra änden av sjön. År 1895 byggdes en såg vid Unnens station, råvara bogserades över sjön och det sågade virket transporterades vidare på järnvägen. Denna bibana lades ner 1941 och hela Halmstad-Bolmens Järnväg lades ner 1966. 